# Jüdischer Friedhof (Wettensen)

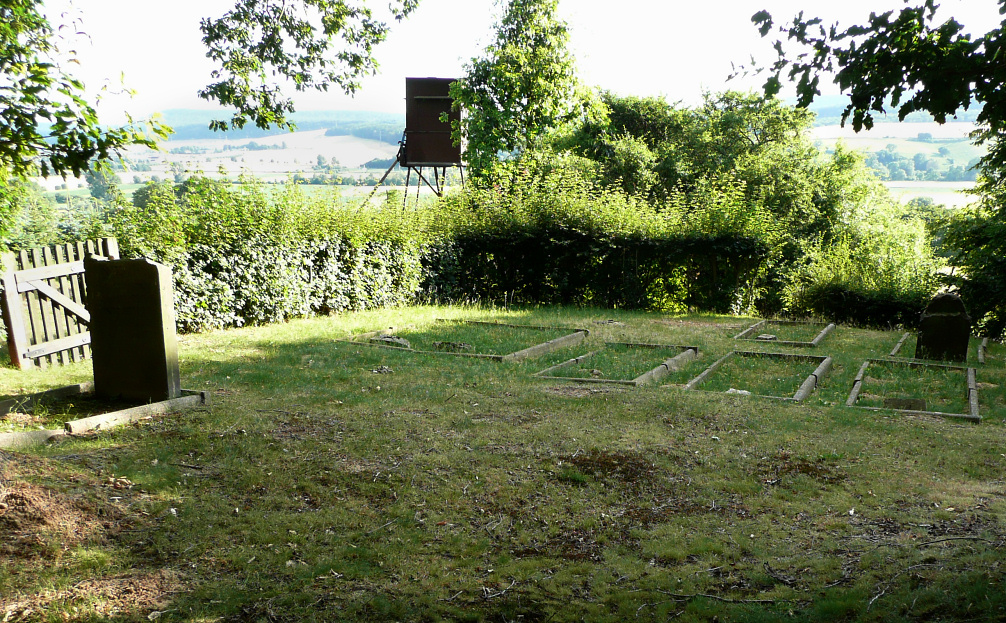
Jüdischer Friedhof in Wettensen

Der Jüdische Friedhof in Wettensen, einem Stadtteil von Alfeld (Leine) im Landkreis Hildesheim in Niedersachsen, befindet sich im Norden des Ortes am Waldrand. Heute sind noch zwei Grabsteine vorhanden.

## Geschichte
Der jüdische Friedhof wurde vor allem von der jüdischen Gemeinde Alfeld genutzt und bis 1880 belegt. Nach 1880 wurden die Verstorbenen der jüdischen Gemeinde Alfeld auf dem kommunalen Friedhof in Alfeld bestattet.

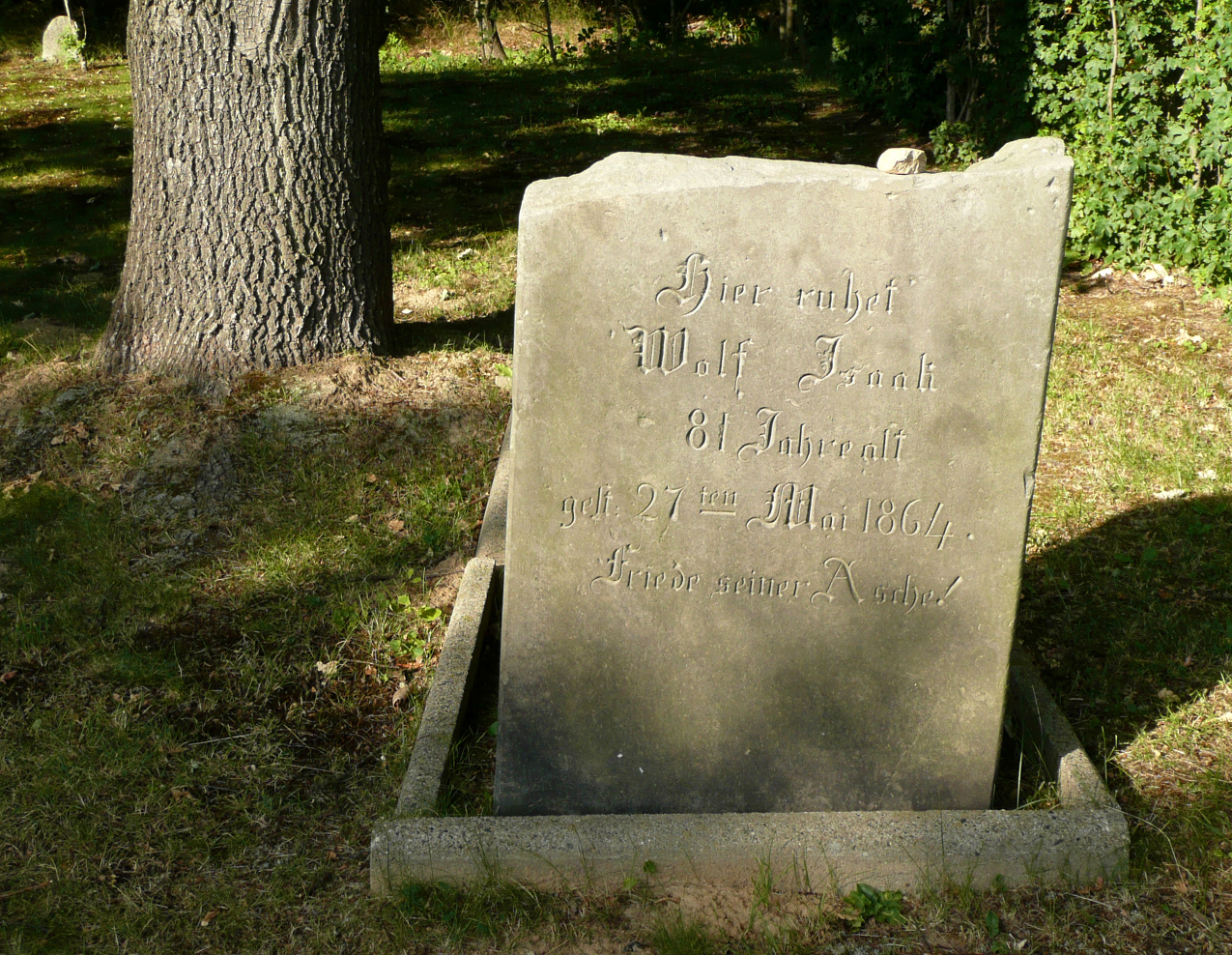
Einer der beiden Steine
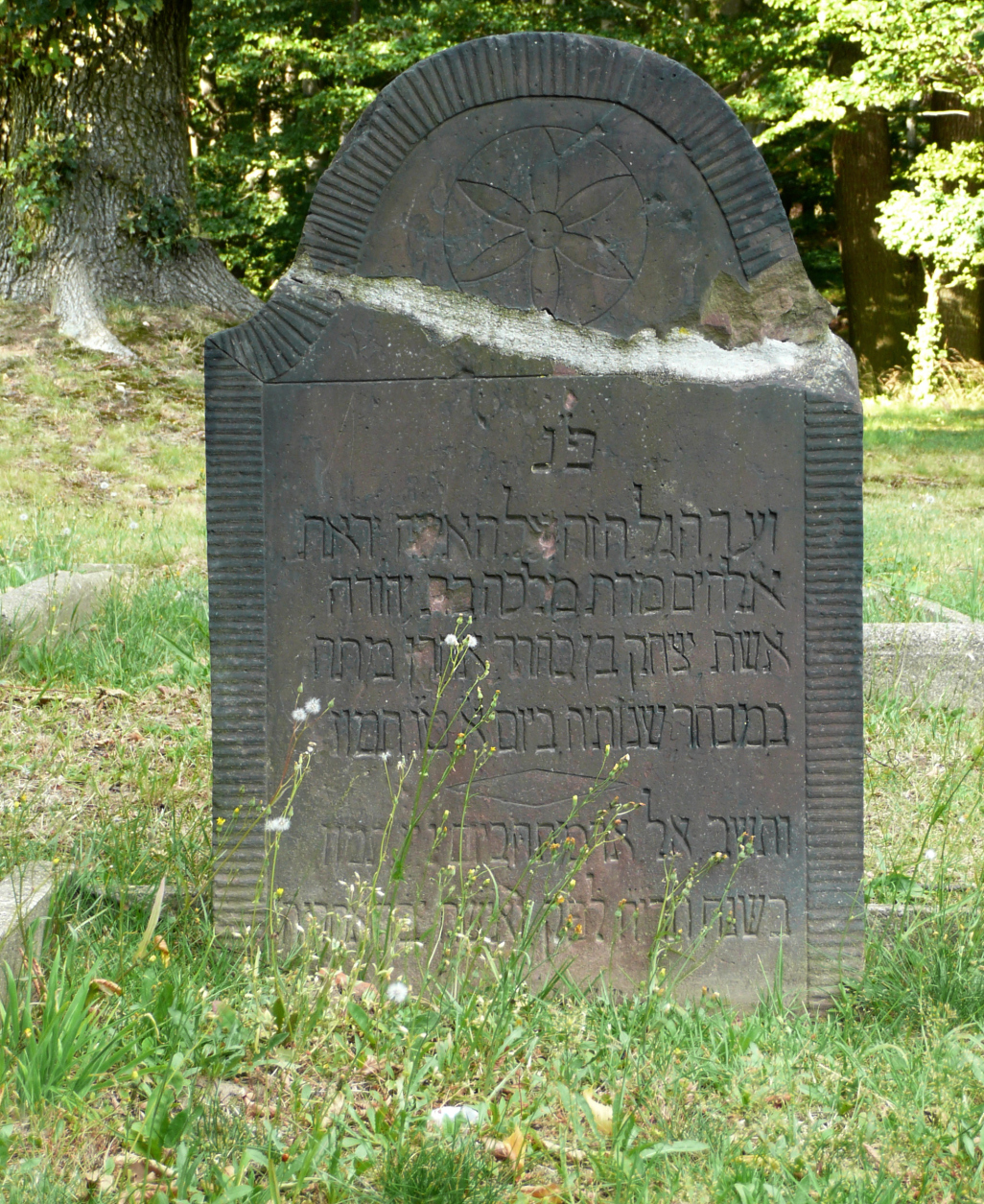
Hebräische Beschriftung